# Lomsjötjärnen, Dalarna
Lomsjötjärnen är en sjö i Älvdalens kommun i Dalarna och ingår i Dalälvens huvudavrinningsområde.